# Subida a Urkiola
La Subida a Urkiola est une course cycliste espagnole disputée autour de la ville de Durango, dans le Pays basque espagnol. Créée en 1931, elle a été organisée tous les ans de 1984 à 2009. À partir de 2005, elle fait partie de l'UCI Europe Tour dans la catégorie 1.1. L'édition 2010 a été annulée. Elle n'a plus été disputée depuis.
Le parcours de la course comprend deux ascensions de l'Urkiola, l'arrivée étant située au sommet de la seconde. Elle couronne donc toujours de bons grimpeurs. L'Italien Leonardo Piepoli détient le record de victoires avec quatre succès entre 1995 et 2004.
Les huit premières éditions de la Subida a Urkiola (1931-1969) n'étaient constituées que d'une ascension du puerto de Urkiola, longue de cinq kilomètres.

## Palmarès
| Année     | Vainqueur                  | Deuxième               | Troisième              |
| --------- | -------------------------- | ---------------------- | ---------------------- |
| 1931      | Ricardo Montero            | Vicente Trueba         | Federico Ezquerra      |
| 1932-1935 | Non disputé                | Non disputé            | Non disputé            |
| 1936      | Claudio Leturiaga          | Manuel Trueba          | Federico Ezquerra      |
| 1937-1960 | Non disputé                | Non disputé            | Non disputé            |
| 1961      | Antonio Karmany            | Juan José Sagarduy     | Jesús Loroño           |
| 1962      | Julio Jiménez              | Juan José Sagarduy     | Antonio Karmany        |
| 1963      | Non disputé                | Non disputé            | Non disputé            |
| 1964      | Julio Jiménez              | Juan José Sagarduy     | Manuel Galera          |
| 1965      | Julio Jiménez              | Juan José Sagarduy     | Federico Bahamontes    |
| 1966      | Eusebio Vélez              | Francisco Gabica       | Gregorio San Miguel    |
| 1967-1968 | Non disputé                | Non disputé            | Non disputé            |
| 1969      | Gabriel Mascaró            | Mingo Fernández        | Ventura Díaz           |
| 1970-1983 | Non disputé                | Non disputé            | Non disputé            |
| 1984      | Vicente Belda              | Carlos Hernández Bailo | Iñaki Gastón           |
| 1985      | Jesús Rodríguez Magro      | Vicente Belda          | Alirio Chizabas        |
| 1986      | Óscar de Jesús Vargas      | Alirio Chizabas        | Jokin Mujika           |
| 1987      | Marino Lejarreta           | Jérôme Simon           | Jesús Rodríguez Magro  |
| 1988      | Marino Lejarreta           | Miguel Ángel Martínez  | Álvaro Pino            |
| 1989      | Andrew Hampsten            | Santos Hernández       | Fernando Quevedo       |
| 1990      | Andrew Hampsten            | Tony Rominger          | Marino Lejarreta       |
| 1991      | Pedro Delgado              | Marino Lejarreta       | Jesús Montoya          |
| 1992      | Claudio Chiappucci         | Pedro Delgado          | Ivan Gotti             |
| 1993      | Tony Rominger              | Claudio Chiappucci     | Andrew Hampsten        |
| 1994      | José María Jiménez         | Claudio Chiappucci     | Ramón González Arrieta |
| 1995      | Leonardo Piepoli           | Erik Breukink          | Claudio Chiappucci     |
| 1996      | José María Jiménez         | Marco Fincato          | Oscar Pelliccioli      |
| 1997      | Beat Zberg                 | José María Jiménez     | Jon Odriozola          |
| 1998      | Simone Borgheresi          | Axel Merckx            | Ángel Casero           |
| 1999      | Leonardo Piepoli           | Francisco Tomás García | José María Jiménez     |
| 2000      | Francesco Casagrande       | Leonardo Piepoli       | Davide Rebellin        |
| 2001      | Jon Odriozola              | José María Jiménez     | Joaquim Rodríguez      |
| 2002      | Dario Frigo                | Carlos García Quesada  | Danilo Di Luca         |
| 2003      | Leonardo Piepoli           | Dave Bruylandts        | Haimar Zubeldia        |
| 2004      | Leonardo Piepoli           | Francesco Casagrande   | Carlos García Quesada  |
| 2005      | Joaquim Rodríguez          | José Alberto Benítez   | Matteo Carrara         |
| 2006      | Iban Mayo                  | Ricardo Serrano        | Igor Antón             |
| 2007      | José Ángel Gómez Marchante | David López            | Juan José Cobo         |
| 2008      | David Arroyo               | Juan José Cobo         | Sergio Pardilla        |
| 2009      | Igor Antón                 | Xavier Tondo           | Freddy Montaña         |